# Саратовское первое Александро-Мариинское реальное училище
Саратовское первое Александро-Мариинское реальное училище — учебное заведение для мальчиков г. Саратова в XIX—XX вв. Просуществовало с момента основания в 1873 г. по 1918 г., с 1890 г. располагалось на ул. Малой Сергиевской, д. 105. Сегодня в здании располагается гимназия № 1 г. Саратова.

## Предыстория
В 1865 году в г. Саратове была открыта трехклассная Александро-Мариинская школа лютеранского общества г. Саратова. Немцы-колонисты, собрав капитал, образовали 13 стипендий в память избавления от покушения на императора Александра II, а затем, на большую часть этого капитала, в 1867 г. было куплено здание для Александро-Мариинской трехклассной школы — дом Федоровского против бульвара Липок, на улице Армянской.
«Инициатива и вся работа по устройству нового заведения, — писала газета „Саратовский листок“, — принадлежит представителям Саратовского евангелическо-лютеранского общества».
В этом доме в 1841—1846 годах жил саратовский губернатор А. М. Фадеев, дед выдающегося российского министра С. Ю. Витте и Е. П. Блаватской (внук и внучка — от разных дочерей). Здесь прошли детские годы писательницы и философа Е. П. Блаватской. Дом находился на пересечении улиц Волжской (Армянской) и Соборной, снесён в 1965 году, сейчас на этом месте кафе-бар «Иллюминатор».

## История
Весной 1873 года министр народного просвещения граф Д. А. Толстой прислал в Саратов разрешение на открытие первого в городе реального училища «в шестиклассном составе с одним только коммерческим отделением». 23 сентября 1873 года состоялось торжественное открытие реального училища, созданного на базе трехклассной школы и сохранившего её название — Саратовское первое Александро-Мариинское мужское реальное училище.

«… Реальному училищу послужила основанием школа лютеранского общества, которое дало помещение в своем доме. При развитии реального училища дом оказался неудобным и училище с пособием от города переведено в другое помещение, — из выступления губернатора Саратовской губернии М. Н. Галкина-Враского на открытии Губернского земского собрания».
Своего помещения учебное заведение первое время не имело и было вынуждено неоднократно менять место своего пребывания:
— в 1874 г. училище переведено в дом Столыпина на ул. М. Сергиевской (1874—1877 годы);
— 8 сентября 1877 г. прошло освящение нового здания реального училища в доме Очкина на ул. М. Сергеевской, д. 89 (1877—1890 годы).
Именно в этом здании учились в Александро-Мариинском реальном училище в 1881—1884 годах русский художник, живописец, мастер символических изображений «дворянских гнёзд» Виктор Борисов-Мусатов, а в 1877—1882 годах выдающийся саратовский архитектор, яркий представитель стиля «модерн» Юрий Терликов.
Наконец, Губернское земское собрание приняло решение ассигновать на постройку нового помещения 78 тыс. рублей. Здание, в котором в настоящее время располагается гимназия № 1 г. Саратова (кабинеты 1—32), было возведено и открыто 1 ноября 1890 года по проекту архитектора А. М. Салько и является памятником градостроительства и архитектуры регионального значения.
Газета «Саратовский дневник» отмечала: «Здание училища представляет собой громадный трехэтажный дом, не считая подвального этажа… Классы и актовый зал поражают своей величиной и красотой отделки… Каждый класс представляет собой комнату, отделенную от соседних капитальными стенами». «Вообще, — подводит итог газета, — про всё здание можно сказать, что оно построено просто, прочно и со всеми удобствами».
В 1893—1894 годах со двора училища была пристроена Алексиево-Сергиевская церковь. Проект её составил всё тот же А. М. Салько в том же стиле, что и здание училища. Утварью храм снабдил саратовский купец Г. М. Квасников. Иконостас был заказан художнику Федору Анастасьевичу Кандуполо, ученику И. Айвазовского, известному своими работами для князя Л. Л. Голицына". Законоучителем училища и священником домовой Алексиево-Сергиевской церкви в 1890-х годах служил будущий Священномученик епископ Феофан (Ильменский).
Большой вклад в развитие реального училища внёс П. А. Герман (директор в 1884-94 г.г.), под руководством которого была чётко выстроена система образования, заведена строгая отчётность и обретена финансовая стабильность, а также М. А. Александров (директор в 1906—1917 г.г.), обеспечивший приоритет училища среди растущего числа учебных заведений г. Саратова.
О престижности обучения в Саратовском реальном училище говорит тот факт, что в 1897 году на 30 свободных мест было подано 70 заявлений о поступлении, а в первый класс не принято за недостатком мест выдержавших экзамен 63 человека.
После 24 лет своего существования, Александро-Мариинское реальное училище состояло из 15 классов — 6 основных, 5 параллельных, 2 коммерческих, 1 приготовительного, 1 дополнительного, и к началу 1897-98 учебного года в училище обучалось 562 ученика, являясь самым многолюдным училищем в Казанском учебном округе. По итогам проверки работ по математике (по специальному курсу и тригонометрии), исполненных на окончательных испытаниях в 22 реальных училищах Казанского учебного округа в 1913 году, Саратовское Александро-Мариинское реальное училище с большим отрывом заняло 1-е место со средним баллом 4,24, в то время как средний балл за округ составил 3,66. В 1900 году в реальном училище из 647 учеников — 125 или были освобождены от платы за обучение или получали стипендии, которых в училище было три: имени директора Мерцалова (для беднейшего из учеников), имени Шабловского (для детей малоимущих дворян Саратовского уезда) и Эттингера (для немцев лютеранского вероисповедания).
В 1910 году в здание училища было проведено электричество. В 1913 году директор училища предоставил специальный кабинет для училищного врача, который был оборудован передовой для того времени техникой. В училище было четыре прекрасно оснащенных специализированных кабинета: географический, естественно-исторический (биологический), физический и химический. Среди пособий естественно-исторического кабинета выделялась коллекция графа Василия Львовича Нарышкина из 210 предметов, пожертвованная им училищу в 1894 году. В 1900 году в реальном училище проводились ученические спектакли под руководством преподавателя рисования В. В. Коновалова (1882—1906 годы), учителя В. Борисова-Мусатова.
Первая мировая война внесла свои коррективы в жизнь учебного заведения. Известно, что в годы войны в здании располагался «лазарет Саратовского отделения Красного Креста № 3, при 1-м реальном училище, на Малой-Сергиевской, между Александровской и Вольской», который был освящён 26 октября 1914 года. Лазарет был рассчитан на 70 коек, из медицинского персонала к лазарету был причислен 1 врач, 1 фельдшер и 3 медсестры.
В сентябре 1915 года в половине здания училища разместились казармы. Оставшуюся половину дома реалисты делили с гимназистками из женской гимназии Ульрих, в которой тоже разместились войска, в связи с чем, актовый зал пришлось переоборудовать под классы. К занятиям гимнастикой добавились занятия военным строем и боевой стрельбой.

## Почетные попечители и директора Саратовского I-го Александро-Мариинского реального училища
В настоящее время имеется следующая информация:
Почетные попечители
- 1873—1887 гг. — Саратовский губернский Предводитель дворянства, действительный статский советник Павел Александрович Кривский
- 1888—1918 гг. — Саратовский губернский Предводитель дворянства, действительный статский советник, князь Лев Львович Голицын

Директора:
- 1873—1884 гг. — действительный статский советник Пётр Васильевич Мерцалов
- 1884—1894 гг. — статский советник Пётр Александрович Герман
- 1894—1896 гг. — действительный статский советник Михаил Павлович Лысцов
- 1896—1901 гг. — действительный статский советник Дмитрий Моисеевич Львов
- 1901—1903 гг. — статский советник Василий Фёдорович Ионин—Батемиров
- 1903—1907 гг. — статский советник Владимир Петрович Якимов
- 1907—1917 гг. — действительный статский советник Митрофан Алексеевич Александров
- 1917—1918 гг. — надворный советник Ливанов Вадим Александрович

## Известные преподаватели Саратовского I-го Александро-Мариинского реального училища
Преподаватели и служащие со стажем работы в реальном училище более 20 лет:
|    | Фамилия И. О.                        | Годы работы | Стаж работы | Должность                                  |
| -- | ------------------------------------ | ----------- | ----------- | ------------------------------------------ |
| 1  | Бонвеч Э. А.                         | 1873—1914   | 41 год      | штатный врач                               |
| 2  | Меклер Я. Ф.                         | 1873—1906   | 34 года     | преподаватель немецкого языка              |
| 3  | Бобров Ф. П.                         | 1886—1918   | 32 года     | преподаватель естественной истории         |
| 4  | Горенбург К. К., заслуженный учитель | 1877—1908   | 31 год      | преподаватель математики и черчения        |
| 5  | Мышкин М. М., заслуженный учитель    | 1882—1912   | 30 лет      | преподаватель истории и географии          |
| 6  | Бесядовский А. И.                    | 1879—1906   | 27 лет      | преподаватель французского языка           |
| 7  | Томсон Г. А.                         | 1888—1913   | 25 лет      | преподаватель закона Божия                 |
| 8  | В. В. Коновалов                      | 1882—1906   | 24 года     | преподаватель рисования и чистописания     |
| 9  | Дроздов В. А.                        | 1886—1907   | 21 год      | преподаватель русского языка и словесности |
| 10 | Чудновский П. И.                     | 1886—1907   | 21 год      | преподаватель закона Божия                 |

## Ученики Саратовского I-го Александро-Мариинского реального училища
См. также Выпускники Саратовского первого реального училища
- Ученики Саратовского I-го Александро-Мариинского реального училища
- Николай Иванович Ашинов
- Виктор Борисов-Мусатов, автопортрет 1904—1905 гг.
- Михаил Хрисанфович Готовицкий
- Николай Васильевич Степной, архитектор
- Юрий Николаевич Терликов, архитектор
- Дмитрий Анфимович Щербиновский, автопортрет

## История здания реального училища после 1918 года
В ноябре 1918 года Александро-Мариинское реальное училище прекратило свое существование.
В дальнейшем, в здании Александро-Мариинское реальное училища последовательно размещались:
- 3-я советская трудовая школа второй ступени (1918—1930 годы),
- 16-я школа ФЗС (фабрично-заводская семилетка) второй ступени, преобразованная позднее в 16-ю среднюю школу (1931—1941 годы),
- 13-й интернат для испанских детей (декабрь 1941—июнь 1942 г.),
- эвакогоспиталь № 3931 (1942—1947 годы),
- 19-я школа (1948—1990 годы, изначально мужская, затем общеобразовательная),
- гимназия № 1 г. Саратова (1990 г. — по настоящее время).

## Музей
Комната Боевой Славы открыта в апреле 1975 года, к 30-летию Победы в Великой Отечественной войне, 10 марта 1999 года комнате присвоен статус школьного музея — свидетельство № 7123. Основателем и первым руководителем школьного музея (до 2007 года) был участник Великой Отечественной войны, учитель НВП, подполковник запаса Николай Иванович Дуреев.
В настоящее время работой школьного музея руководит Отличник народного просвещения, учитель внеаудиторной занятости Галина Владимировна Еременко.
При музее создан и активно работает на протяжении многих лет под девизом «Мы верим в каждого из нас!» Совет музея, в состав которого входят учащиеся 8-10 классов, ветераны педагогического труда, а также родители, силами которого создан Сайт Музея Боевой и Трудовой славы, рассказывающий о многих славных страницах истории, в том числе и Саратовского I-го Александро-Мариинского реального училища.
22 ноября 2023 года усилиями школьного Музея боевой и трудовой славы  и Дирекции гимназии № 1 проведены презентация  Книга памяти учеников и преподавателей  Саратовского I-го Александро-Мариинского реального училища – защитников Отечества, представляющая собой 2-х томное издание архивных биографических данных участников русско-турецкой (1877-1878 гг.), русско-японской (1904-1905 гг.) и Первой Мировой (1914-1918 гг.) войн, а так же открытие Памятной доски, посвященной 8 реалистам – Георгиевским кавалерам, обучавшимся в стенах Саратовского I-го Александро-Мариинского реального училища.